# Marie-Caroline Murray
Marie-Caroline (Mimi) Murray, bijgenaamd la Muse belgique (Brussel, gedoopt 13 februari 1741 – Wenen, 1831) was een Belgisch auteur en societyfiguur. Naast gedichten schreef ze biografieën van keizerin Maria Theresia, tsarin Catharina II van Rusland en Willibrordus. Ook was ze een polyglot die werk vertaalde van Luís de Camões, Alexander Pope en Ossian.

## Leven
Haar vader Jean-Baptiste Murray was een jakobijnse officier van Schotse afstamming die advocaat werd bij de Raad van Brabant. Haar moeder heette Marie-Caroline Savage. Van jongs af aan was Caroline bevriend met Philippe Goswin de Neny, met wie ze de salons van de zussen-actrices Eugénie en Angélique D'Hannetaire frequenteerde. Dit waren mondaine aangelegenheden, die ook werden bezocht door prins Charles Joseph de Ligne, Florimond de Mercy-Argenteau en andere hooggeplaatsten. Tussen Murray en Neny groeide een langdurige liefdesrelatie, maar zijn geplande aanzoek werd afgeblokt door zijn familie, misschien omdat ze het een mésalliance vonden of omdat ze meenden dat Murray de minnares was van gevolmachtigd minister Karl von Cobenzl. Zo noteerde ook landvoogd Karel van Lorreinen het. De jonge Neny brak bruusk zijn carrière af en vertrok in 1764 zonder verwittiging op reis. Tijdens zijn driejarige avontuur wisselde hij per brief van gedachten met zijn geliefde over Voltaire, Rousseau en andere denkers die hij ontmoette. Ook na zijn terugkeer zou hun correspondentie voortduren.
Ondertussen ontplooide Murray een rijke culturele activiteit. Ze deed aan literatuur en poëzie, maar ook aan musiceren, tekenen en schilderen. Als actrice speelde ze opéra comique. Haar gedichten verschenen in de Esprit des journaux en andere bladen. Ze beheerste zeven talen en nam deel aan prijsvragen van literaire genootschappen in binnen- en buitenland.
Met Cobenzl, die bijna dertig jaar ouder was, had ze een intellectuele maar ook intieme verbondenheid die vooral vanaf 1767 sterker werd. Onder meer zijn vertrouwenspersoon Barbe de Nettine vond dat de relatie met Murray te intens was. Hij liet haar portretten schilderen, schonk haar diamanten en op zijn sterfbed in 1770 gaf hij zijn biechtvader een kostbare ring om haar te bezorgen. Toen na de dood van Cobenzl bepaalde geheime staatspapieren werden gezocht, wendde men zich tot Murray om ze te vinden.
Ongetwijfeld via Cobenzl had Murray kennis gemaakt met de Russische prins Dimitri Aleksejevitsj Golitsyn en zijn vrouw Adelheid Amalia von Schmettau. Bewaarde brieven uit Wenen, Berlijn en Sint-Petersburg tonen hoe ze "Mimi" een warm hart toedroegen. Toen Golitsyn in 1768 gevolmachtigd minister werd in Den Haag, ging Murray hen opzoeken. Daar maakte ze kennis met de Portugese gezant, José Vasques Álvares da Cunha. Hij benaderde haar met het project voor een Franse vertaling van een beroemde episode uit het nationale epos Os Lusíadas. Ze werden geliefden en kregen samen een dochtertje. Het werk kwam uit in 1772.
Terug in Brussel had Murray een liaison met de hertog van Lodewijk Engelbert van Arenberg, bijgenaamd de blinde hertog, vanwege een jachtongeval dat hem zijn rechteroog had gekost. Ze werd zijn literaire assistente. Hij stelde haar in 1790 een huis in de Wolstraat ter beschikking tegenover de tuin van zijn Brusselse paleis.
In 1781 schreef Murray een historisch essay dat de overleden keizerin Maria Theresia prees. Het leverde haar een pensioen op dat bevestigd werd door haar zoon en opvolger Jozef II. Voor zijn intrede in de Oostenrijkse Nederlanden publiceerde ze een lofdicht. In 1785 werkte ze met de blinde hertog en Ferdinand Rapedius de Berg een voorstel uit om in het Warandepark een theater te bouwen, omringd door speelzalen, winkels en cafés. Aan dit Projet de construction d'une salle de spectacle pour Bruxelles werd geen gevolg gegeven. Beter verging het haar met haar deelname datzelfde jaar aan de prijsvraag van de Thérésienne om een biografie van Jan I Carondelet te schrijven. Haar tekst werd verkoren onder 64 inzendingen en verscheen het volgende jaar in druk.
De Franse machtsovername in 1792-1795 bracht Murray in moeilijke papieren. Haar woning in de Wolstraat werd geconfisqueerd en verkocht, zodat ze terugviel op haar Oostenrijkse pensioentje. Om het veilig te stellen trok ze naar Wenen, waar ze de Prince de Ligne terugvond. Hij had over haar geschreven in zijn memoires en misschien ook onder pseudoniem in zijn Contes immoraux. In Wenen werd ze zijn literair assistente en speelde ze in zijn toneelstukken, zoals het in 1800 opgevoerde Les revenants. Zelf publiceerde ze een ode aan Catharina II van Rusland (voor een wedstrijd in Hamburg) en een historische romance gesitueerd in de 14e eeuw. Voorts hielp ze de maarschalk, met Madame de Staël, bij het samenstellen van de Lettres et pensées du Prince de Ligne. Dit was in 1809 de eerste bloemlezing die verscheen van het werk van de prins en het werd een aanzienlijk succes. De Ligne deed zijn uiterste best om zijn vriendin te helpen met haar levensonderhoud. Tal van figuren uit zijn kennissenkring droegen op zijn aandringen bij. Na de dood van de prins viel deze steun weg. Murray stierf op hoge leeftijd in Wenen. De Lignes nazaten verwierven de correspondentie die ze naliet.

## Publicaties
- Imitation libre de l'épisode d'Ines de Castro dans le poeme des Luziadas de Camoens, 1772
- Essai d'un éloge historique de Marie-Thérese, Brussel, 1781
- Stances à l'Empereur sur son arrivée aux Pays-Bas, 1781
- Le chevalier français (liedtekst op een pianomelodie van de Pronville)
- Projet de construction d'une salle de spectacle pour Bruxelles, 1785
- Éloge et Mémoire historique et politique sur la vie de Jean de Carondelet, 1786
- Ode sur la mort de Catherine II (opgenomen in Monument littéraire consacré aux manes de l'auguste Catherine II, impératrice de toutes les Russies, 1798)
- Aventures et anecdotes françoises tirées d'une chronique du XIV siècle, Wenen, Fr. Ant. Schrämbl, 2dln., 1800 (pseudoniem Mademoiselle de M.)

In het Algemeen Rijksarchief zijn verschillende handschriften van haar bewaard.

## Voetnoten
1. ↑  Golitsyn was in 1768 tussenpersoon voor de verkoop van Cobenzls kunstcollectie aan tsarin Catharina II

- CiNii: DA00634961
- Gemeinsame Normdatei: 122160290
- International Standard Name Identifier: 0000 0004 2825 9997
- Library of Congress Control Number: no2019113808
- Système universitaire de documentation: 156710196
- Virtual International Authority File: 306456099